# Бочечки
Бо́чечки (МФА: [ˈbɔt͡set͡skɪ] ( прослухати)) — село в Україні, у Бочечківській сільській територіальній громаді Конотопського району Сумської області. Адміністративний центр Бочечківської сільської громади. Населення становить 1101 особа.

## Географія
Село Бочечки знаходиться на відстані 1,5 км від річки Канава Нова Косова. До села примикає великий лісовий масив урочище Мутинський Бір. На відстані 1 км розташовані села Савойське, Бондарі, Щекинське і Козацьке. Через село проходить автомобільна дорога Т 1907.

## Назва
Існує дві версії походження назви села. Одна каже, що назва походить від роду занять перших поселенців, які були бондарями (до речі сусіднє із Бочечками село називається Бондарі). Відповідно до іншої – село спочатку заселялося лише з боків, тому й називається Бочечки.

## Історія
Село Бочечки засноване в ІІ половині XVII ст. У 1680 році село вже існувало, а в історичних джерелах цього періоду (краєзнавчого характеру) зазначається, що воно виникло недавно. Так, у 1680 році гетьманськи посланці скаржилися районному уряду, що жителі сіл Бочок, Козацької Діброви, Грузяної Путивльського повіту чинять «старшинебольшую досаду». Отже, Бочечки були заселені в період 1670—1680 рр. переважно людьми, що тікали в Слобідську Україну від козацької старшини та польських поміщиків.
За даними на 1862 рік у казеному та власницькому селі Путивльського повіту Курської губернії мешкало 2309 осіб (1148 чоловіків та 1161 жінки), налічувалось 292 дворових господарства, існувала православна церква та 3 цукробурякові заводи.
Станом на 1880 рік у колишньому державному та власницькому селі, центрі Бочечанської волості, мешкало 3447 осіб, налічувалось 463 дворових господарства, існували православна церква та школа, відбувалось 2 ярмарки на рік. За версту — цукро-пісковий завод.
Село постраждало внаслідок геноциду українського народу, проведеного окупаційним урядом СССР 1923—1933 та 1946–1947 роках.

## Населення
Згідно з переписом УРСР 1989 року чисельність наявного населення села становила 2352 особи, з яких 962 чоловіки та 1390 жінок.
За переписом населення України 2001 року в селі мешкала ▼1681 особа.
У 2021 році — ▼1101 особа.

### Мова
Розподіл населення за рідною мовою за даними перепису 2001 року:
| Мова       | Кількість | Відсоток |
| ---------- | --------- | -------- |
| українська | 1621      | 96.55%   |
| російська  | 55        | 3.27%    |
| білоруська | 3         | 0.18%    |
| Усього     | 1679      | 100%     |

## Історичні пам'ятки

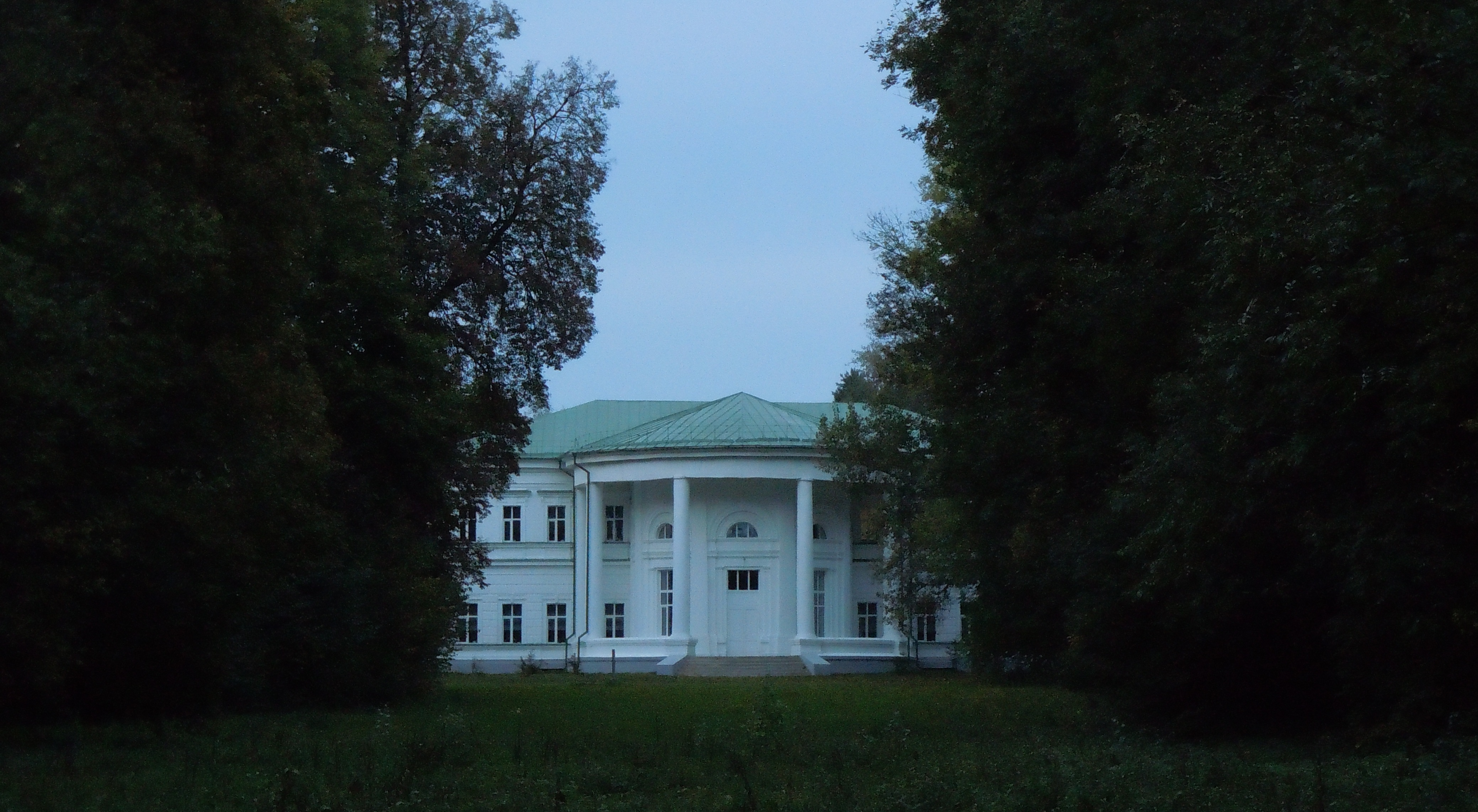
Палац княгині Львової

Єдиною пам'яткою історії, яка збереглася до наших днів, є садиба княгині Львової, збудована в 1745–1783 роках. На її території розташовано парк (1745 р.) і величний палац (1783 р.).

## Визначні події
В районі села 1823 року впав метеорит-хондрит вагою 614 г.

## Відомі люди
В селі народились:
- Давидов Анатолій Іванович — український письменник. Член Спілки письменників України від 1976. Заслужений працівник культури УРСР (1988), лауреат літературних премій.
- Коваленко Лідія Борисівна — журналіст, дослідник Голодомору.
- Мокроус Павло Гнатович — інженер, бібліограф.
- Приходченко Павло Прокопович (1905 — ?) — радянський діяч, міністр паперової і деревообробної промисловості Української РСР.
- Ішимов Богдан Вадимович — солдат збройних сил України, загинув внаслідок російського вторгнення в Україну.